# Партія демократичного відродження України
Партія демократичного відродження України (ПДВУ) — політична партія, що існувала в Україні у 1990–1996 роки, була представлена у Верховній Раді України протягом усього свого існування.

## Історія
Партія демократичного відродження України була створена 1 грудня 1990 року членами «Демплатформи в КПРС», великого об'єднання демократично налаштованих комуністів. До лав партії відразу вступило багато народних депутатів Верховної Ради УРСР, таких як Володимир Гриньов, Олександр Ємець, Валерій Мещеряков, Тарас Стецьків та Володимир Філенко (останній був обраний головою ПДВУ). Іншими відомими членами ПДВУ були філософ Мирослав Попович, фізик Ігор Юхновський та донецький викладач Олександр Базилюк.
У червні 1992 ПДВУ виступила одним з ініціаторів створення політичного об'єднання «Нова Україна», до складу якого увійшли Об'єднана соціал-демократична партія України, Соціал-демократична партія України, Ліберально-демократична партія України, Конституційно-демократична партія та окремі організації Партії зелених України[джерело не вказане 4843 дні]. Про великий вплив саме ПДВУ свідчить те, що головою «Нової України» став голова ПДВУ Володимир Філенко.
Але вже у 1993 році по ПДВУ вдарила внутрішньо-партійна криза: стався розкіл між прихильниками зближення з Росією та прихильниками зближення з Заходом. У результаті з ПДВУ вийшло декілька відомих партійців, зокрема Володимир Гриньов.
Втративши таким чином певний авторитет у суспільстві, на парламентських виборах 1994 року ПДВУ вдалося провести до Верховної Ради України лише трьох своїх представників — Сергія Михайленка (Жовтневий виборчий округ № 76), Сергія Соболєва (Хортицький виборчий округ № 183) та Тараса Стецьківа (Городоцький виборчий округ № 273). На довиборах влітку до українського парламенту також був обраний Олександр Ємець (Галицький виборчий округ № 260).
28 січня 1995 року ПДВУ та Трудовий конгрес України (ТКУ) створили політичний блок ТКУ—ПДВУ. Ініціаторами створення виступили В. Філенко, Ю. Сахно, Т. Стецьків, А. Білоус, Б. Безпалий (ПДВУ), А. Матвієнко, А. Толстоухов (ТКУ). Це об'єднання стало ядром втрачаючої вплив «Нової України». 24 лютого 1996 ПВДУ разом з ТКУ та іншими організаціями об'єдналась у Народно-демократичну партію і припинила своє існування.